# Platyeutidium labrosum
Platyeutidium labrosum är en skalbaggsart som först beskrevs av Lewis 1901.  Platyeutidium labrosum ingår i släktet Platyeutidium och familjen stumpbaggar. Inga underarter finns listade i Catalogue of Life.